# Selskabsret
Selskabsret er en formueretlig underdisciplin. Som udgangspunkt gælder der selskabsretlig aftalefrihed; altså mulighed for frit at vælge, hvilken selskabsform selskabet skal have.
Selskabsret regulerer bl.a. valg af selskabsform, selskabets stiftelse, de interne regelsæt, kapitalforhold, ledelse (bestyrelse og direktion), evt. fusion med et andet selskab og overtagelse af et andet selskab samt selskabets opløsning; endvidere er koncernforhold og årsrapport samt evt. revision relevant; foruden det lille anpartsselskab og interessentselskab med mindst to ejere og det (typisk) store aktieselskab; aktieselskab har ofte grænseoverskridende aktiviteter, så EU’s regler om regulering af selskaber er relevante. De regler, som gælder for et eurointeressentskab findes i EØFG-Forordningen. Ifølge forordningen art. 2, stk. 2 skal et eurointeressentskab registreres i Erhvervsstyrelsens it-system.
Ydermere omfatter selskabsretten de retlige regler, som regulerer retsforhold mellem to eller flere selskaber. Selskabsret omfatter også andre former for sameje; herunder fonde og foreninger. Selskabsretlige regler anvendes, hvor begge parter i en retlig tvist eller lignende er erhvervsvirksomheder; altså virksomheder, hvis formål det er at indtjene profit til ejeren eller ejerne. For sådanne kommercielle selskaber gælder en række regler, fx regler om aftalefrihed og loyalitetspligt; ligeledes gælder retsgrundsætninger om vindikation og ekstinktion.

## Det selskabsretlige retssubjekt
Den juridiske definition af begrebet selskab omfatter forskellige selskabsformer, så som kapitalselskaber (aktieselskaber A/S, anpartsselskaber ApS) og personselskaber (interessentselskaber I/S og kommanditselskaber K/S). Hertil kommer selskaber af de nævnte former med begrænset ansvar; dog omfatter selskabsret ikke enkeltmandsvirksomhed. Men det er omfattet af selskabsret at omdanne et aktieselskab til et anpartsselskab efter selskabsloven § 321 og tilsvarende at omdanne et anpartsselskab til et aktieselskab efter selskabsloven § 319.

## Tegningskurs eller overkurs
Aktier eller anparter kan udbydes til enten tegningskurs eller overkurs, men det er forbudt at udbyde kapitalandele til underkurs.

## Selskabsretlige love
Til de vigtigste selskabsretlige love hører disse tre love: selskabsloven, der bl.a. fastlægger regler for kapitalforhøjelse, samt erhvervsvirksomhedsloven og årsregnskabsloven. Hertil kommer revisorloven.